# NGamer
[N]Gamer was een tijdschrift dat ging over recente en toekomstige computerspellen die verschijnen voor de spelcomputers van Nintendo. Het was een uitgave van HUB Uitgevers BV., verscheen tweemaandelijks en werd verkocht in Nederland en België.
De eerste [N]Gamer verscheen in 2003. Inmiddels is het het langstlopende Nintendo-tijdschrift dat ooit in de Benelux is gepubliceerd. Het blad is volledig onafhankelijk; Nintendo heeft geen invloed op de redactionele inhoud.
Vaste medewerkers aan [N]Gamer waren Maarten Blonk (hoofdredactie), Niels de Rijk (eindredactie), Gerthein Boersma (voormalig eindredacteur), Jos Bouman (voormalig hoofdredacteur), Joe van Burik, Samuel Hubner Casado, Laura Kempenaar, Arjen Kooreman, Roderick Leermakers, Olivier de Neve, Kevin Plass, Rody van der Pols, Tamara van Staalduinen, Eric van der Woude, Nik Wouters, Jesse Zuurmond en Guan van Zoggel.
In nummer 3/2007 ging het ontwerp van het blad op de schop. In nummer 1/2011 gebeurde dit opnieuw. Hierdoor zijn onder andere het lettertype en het beoordelingssysteem veranderd.
In november 2009 onderging de website een flinke wijziging.
Op 8 maart 2013 werd aangekondigd dat er met het tijdschrift en de website gestopt wordt. De laatste editie van het tijdschrift verscheen in december 2012. Tegen het einde van 2013 ging ook de website uit de lucht.